# (37016) 2000 TE57
2000 TE57 (asteroide 37016) é um asteroide da cintura principal. Possui uma excentricidade de 0.12438100 e uma inclinação de 12.77096º.
Este asteroide foi descoberto no dia 2 de outubro de 2000 por LONEOS em Anderson Mesa.